# ۱۲۲۸ (خورشیدی)
۱۲۲۸ هزار و دویست و بیست و هشتمین سال هجری خورشیدی است.
```
مناسبت‌ها
```

## زادگان
- ۱۵ دی - مسعود میرزا ظل‌السلطان: سیاستمدار و شاهزاده قاجاری، فرزند ناصرالدین‌شاه قاجار.